# Caffrowithius uncinatus
Caffrowithius uncinatus är en spindeldjursart som först beskrevs av Beier 1954.  Caffrowithius uncinatus ingår i släktet Caffrowithius och familjen blindklokrypare. Inga underarter finns listade.